# Boudjebaa El Bordj
Boudjebaa El Bordj è un comune dell'Algeria, situato nella provincia di Sidi Bel Abbes.